# خزان تايهو
خزان تايهو (الصينية التقليدية: 太湖水庫؛ الصينية المبسطة: 太湖水库؛ بينيين: Tàihú shuǐkù) ويُكتب أحيانًا Tai-Hu Reservoir، وكان يُعرف سابقًا باسم خزان هوانغلونغ، هو خزان مائي يقع في بلدة جينهو بمقاطعة كينمن، تايوان. يُعد من المصادر الرئيسية لمياه الشرب في كينمن، وتشكل بحيرة تاي الناتجة عن الخزان أكبر بحيرة مياه عذبة اصطناعية في كينمن.

## التاريخ
تم بناء الخزان في ستينيات القرن العشرين كجزء من خطة الحكومة لتعزيز البنية التحتية للمياه في جزر كينمن، التي كانت تعاني من نقص حاد في الموارد المائية خلال فترات الجفاف. كان الهدف من إنشائه تزويد السكان المحليين بالمياه العذبة ودعم الزراعة، بالإضافة إلى توفير احتياطي مائي استراتيجي للأغراض العسكرية في ظل التوترات عبر مضيق تايوان في ذلك الوقت.

## البنية والتصميم
يتمتع خزان تايهو بسد ترابي رئيسي مجهز بمفيض لتصريف المياه الزائدة أثناء موسم الأمطار، مع قنوات توزيع رئيسية تنقل المياه إلى المناطق السكنية والزراعية. تبلغ سعته التخزينية حوالي 1.48 مليون متر مكعب، ويغطي مساحة سطحية تُقدر بعدة عشرات من الهكتارات.

## الأهمية
إلى جانب دوره في إمداد المياه، يُعد الخزان وجهة ترفيهية للسكان والزوار، إذ توفر بحيرة تاي المحيطة به مناظر طبيعية ومسارات للمشي والأنشطة المائية. كما يعتبر موطنًا لعدد من أنواع الطيور المائية والأسماك، ما يجعله منطقة ذات أهمية بيئية.